# Dersekow
Dersekow ist eine Gemeinde im Landkreis Vorpommern-Greifswald. Sie wird vom Amt Landhagen mit Sitz in Neuenkirchen verwaltet.

## Geografie

### Geografische Lage
Dersekow liegt 8,5 Kilometer südwestlich von Greifswald und 19 Kilometer südöstlich von Grimmen.
Von Ost nach West läuft quer durch die Gemeinde der Fluss Schwinge in Richtung Peene, parallel dazu verläuft das Os Sassen-Dersekow-Dargelin. Es ist ein geschütztes Geotop mit der Nr. G2_293. Nordöstlich begrenzt das Waldgebiet Helmshagen-Subzow das Gemeindegebiet.

### Gemeindestruktur
| Ortsteile - Alt Pansow - Dersekow - Dersekow Hof | - Friedrichsfelde - Klein Zastrow - Neu Pansow - Subzow | Wüstungen und Wohnplätze - Johannisthal (Wohnplatz) - Malositz (Wüstung) |

### Nachbargemeinden
Das sind: Levenhagen im Norden, Hinrichshagen im Nordosten, Weitenhagen im Osten, Dargelin im Südosten, Görmin im Süden, Sassen-Trantow im Westen und Süderholz im Nordwesten – letztere im Landkreis Vorpommern-Rügen.

## Geschichte

### Alt Pansow

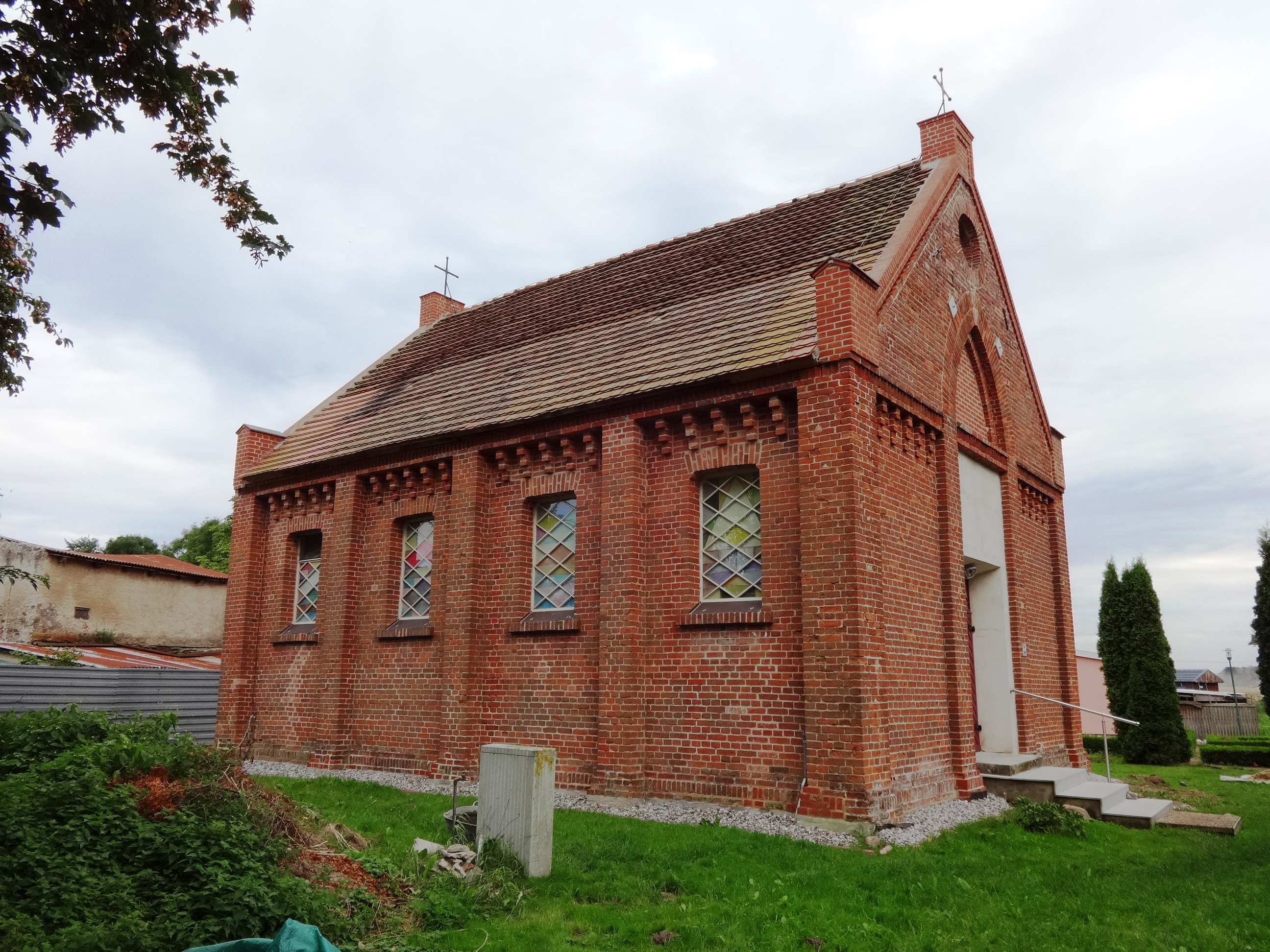
Kapelle Alt Pansow

Alt Pansow wurde erstmals 1248 als „Panzogh“ urkundlich erwähnt. Der Name kommt von Pan = Herr, also Herrendorf als slawische Gründung. Die Urkunde betraf die Übergabe der Dörfer Griebenow, Pansow und Subzow an das Kloster Hilda (Eldena) durch eine gemeinsame Schenkung von Herzog Wartislaw III. von Demmin, Herzog Barnim I., sowie Werner von Gadebusch (Loitz), dem Sohn von Stadtgründer Detlef. Nach der Reformation war es bis 1631 Dominal des Herzogs, bis es Bogislaw XIV. dann an die Universität Greifswald gab.
Am 4. Oktober 1842 wurde die neu erbaute Kapelle Alt-Pansow offiziell eingeweiht. Erst 1851 wechselte der Ortsname dauerhaft zu Alt Pansow.
Alt Pansow hatte 7 Pachthöfe, von denen Hof II. nach Neu Pansow und Hof V. nach Johannisthal ausgegliedert wurden. Hinzu kamen weitere kleinere Stücke, wie Krughof, Büdner und Kleinpächter.
1865 hatte Alt Pansow 177 Einwohner in 36 Familien, es gab 1 Kirche, 1 Schule, 21 Wohn- und 33 Wirtschaftsgebäude, sowie 1 Fabrik (Windmühle).
Alt Pansow wurde am 1. Juli 1950 eingemeindet.

### Dersekow

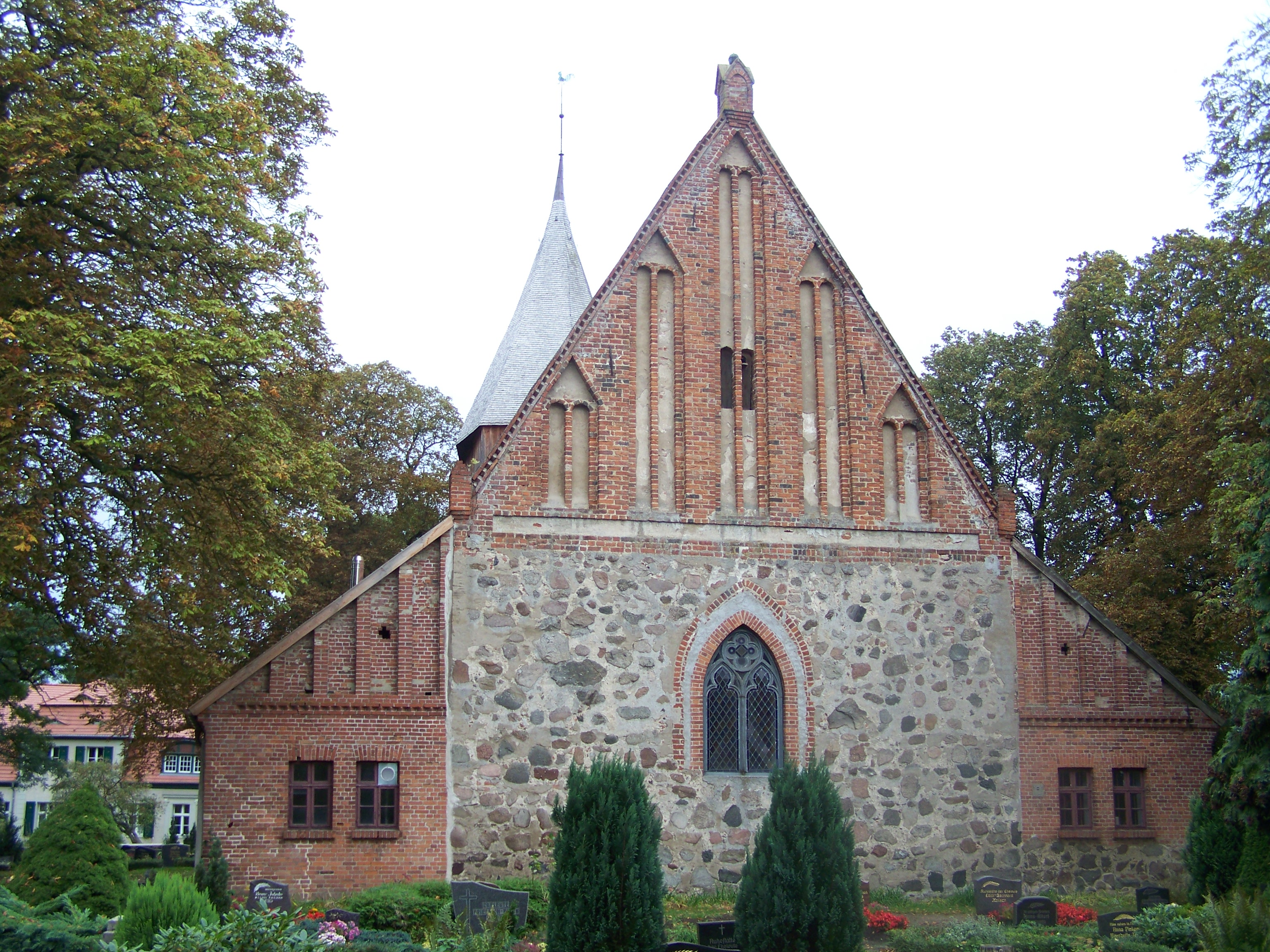
Kirche in Dersekow

Südlich der Schwinge sind die großen Gebiete der neolithischen Großsteingräber (4500 bis 1700 v. Chr.), die aber bis auf wenige Ausnahmen nicht zum Gemeindegebiet gehören.
Auffallend für die Feldmark ist, dass nördlich von Dersekow eine Ansammlung von archäologisch belegten slawischen Siedlungen (600 bis 1200) liegt. Auch die anderen Ortsteile haben oftmals mehrere slawische Fundstätten.
Dersekow wurde 1219 erstmals als „Dirscowe“ in einer Urkunde des Herzogs Kasimir II. erwähnt, als dieser den Ort dem Kloster Eldena schenkt. Wartislaw von Gützkow bestätigte die Übergabe des Dorfes an das Kloster Eldena (Hilda), das vorher zur Grafschaft Gützkow gehörte. Der slawische Gründungsname wird als „Besitzer“ oder „Baum“ gedeutet. Dersekow taucht sehr oft in den Urkunden auf, 1302 bereits unter dem aktuellen Namen, aber wechselt noch bis 1780 oftmals abweichende Schreibweisen. Der Name geht nach anderen Deutungen auf einen slawischen Adligen „von Dirsko“ zurück, von dessen Nachkommen eine Grabplatte im Greifswalder Dom liegt, aber es kann auch umgekehrt sein, dass der Mann den Namen vom Ort erhielt, das war damals durchaus üblich.
Von 1241 bis 1459 gab es ständig Streitigkeiten wegen der Zugehörigkeit der Dersekower Kirche zum Kirchensprengel Gützkow und damit der Verwendung des Kirchenzehnten.
1250 bestätigte Papst Innocenz IV. dem Kloster Eldena den Besitz, gleiches erfolgte bis 1281 mehrmals durch die pommerschen Herzöge.
Dersekow blieb bis zur Reformation beim Kloster Hilda – Eldena und wurde dann mit der Entscheidung der Herzöge an die Universität Greifswald übergeben. Und dabei blieb es Jahrhunderte. Die landwirtschaftliche Nutzfläche wurde in vier Pachthöfe eingeteilt, dazu kamen kleinere Stücke für den Krug, die Mühle und einige Büdner, sowie das Kirchenland.
1865 hatte Dersekow 416 Einwohner in 86 Familien, es waren 1 Kirche, 1 Schule, 39 Wohn- und 55 Wirtschaftsgebäude, sowie 3 Fabrikgebäude (1 Wasser- und 2 Windmühlen).

### Dersekow Hof
Es ist ein Ortsteil, der etwa 1.000 Meter Richtung Alt Pansow auf dem Feld liegt. Er zählt zum Hauptort und wurde aber als Ortsteil extra ausgewiesen. Es ist ein Ort der etwa um 1900 entstand.

### Friedrichsfelde
Friedrichsfelde wurde erstmals 1782 urkundlich genannt. Der Ort war aber als Bauernhof V. zu Dersekow gehörig bezeichnet, der dann wegen der einfacheren Bewirtschaftung separiert wurde, das heißt abgeräumt und später als Gutshof wieder aufgebaut wurde.
Friedrichsfelde ist ein von Dersekow abgetrennter Ort, dessen Gut 1830/1832 angelegt wurde, dessen Feldmark seit 1634 zur Landwirtschaft der Universität Greifswald in Dersekow gehörte.
1865 hatte Friedrichsfelde 45 Einwohner in 6 Familien, es gab 3 Wohn- und 9 Wirtschaftsgebäude.

### Klein Zastrow

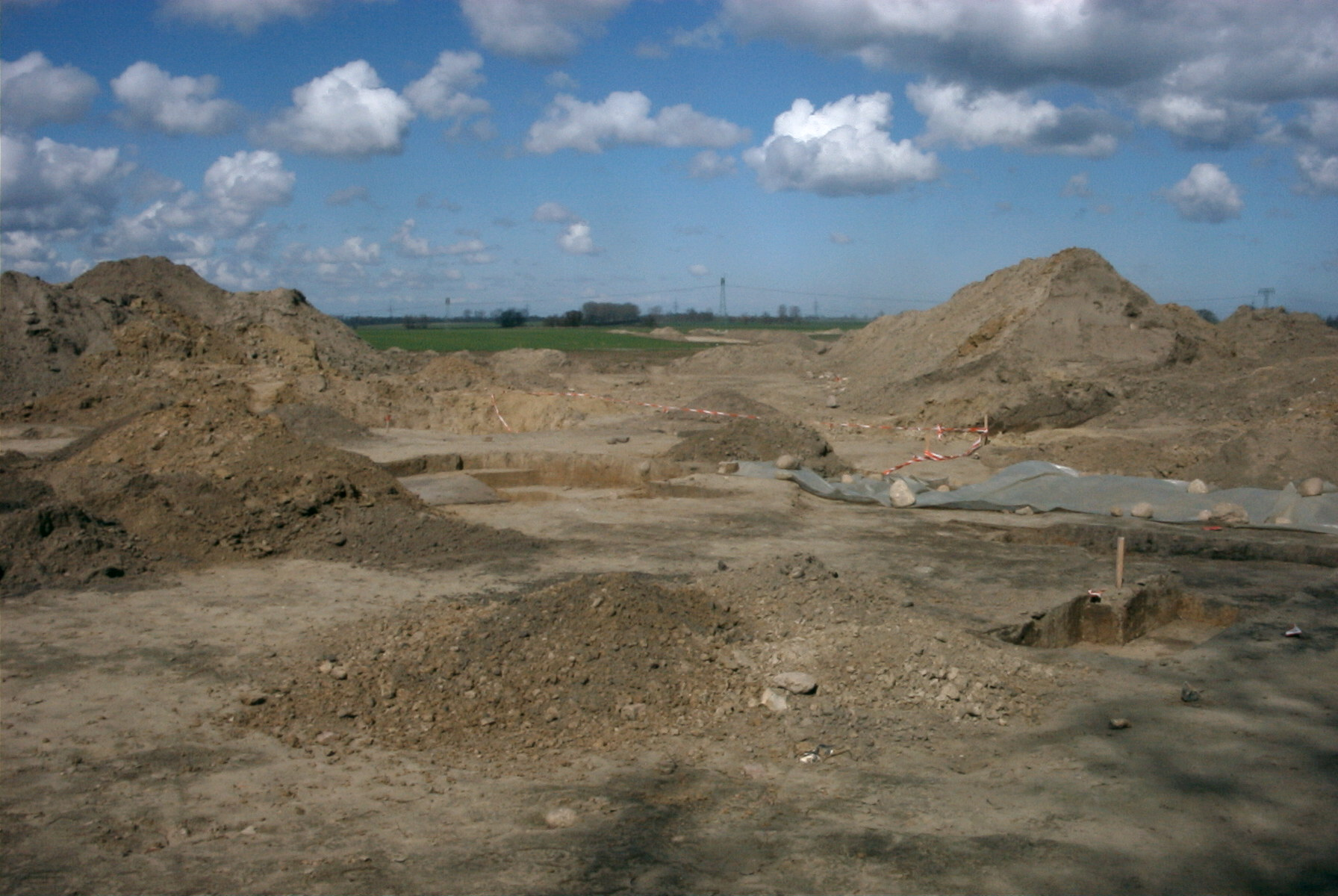
Ausgrabung bei Klein Zastrow auf der A-20-Trasse 2003

Westlich vom Dorf wurde archäologisch eine Siedlung aus der römischen Kaiserzeit (0 bis 400) und an gleicher Stelle eine spätslawische Siedlung (1000 bis 1200) festgestellt. Östlich vom Dorf liegen noch zwei spätslawische Siedlungen.
Beim Bau der Autobahn A 20 wurde südwestlich von Klein Zastrow eine beachtliche spätslawische Siedlung aufgedeckt und dokumentiert.
Diese archäologischen Nachweise belegen sowohl die slawische Namensgebung als auch die längere durchgehende Besiedlung.

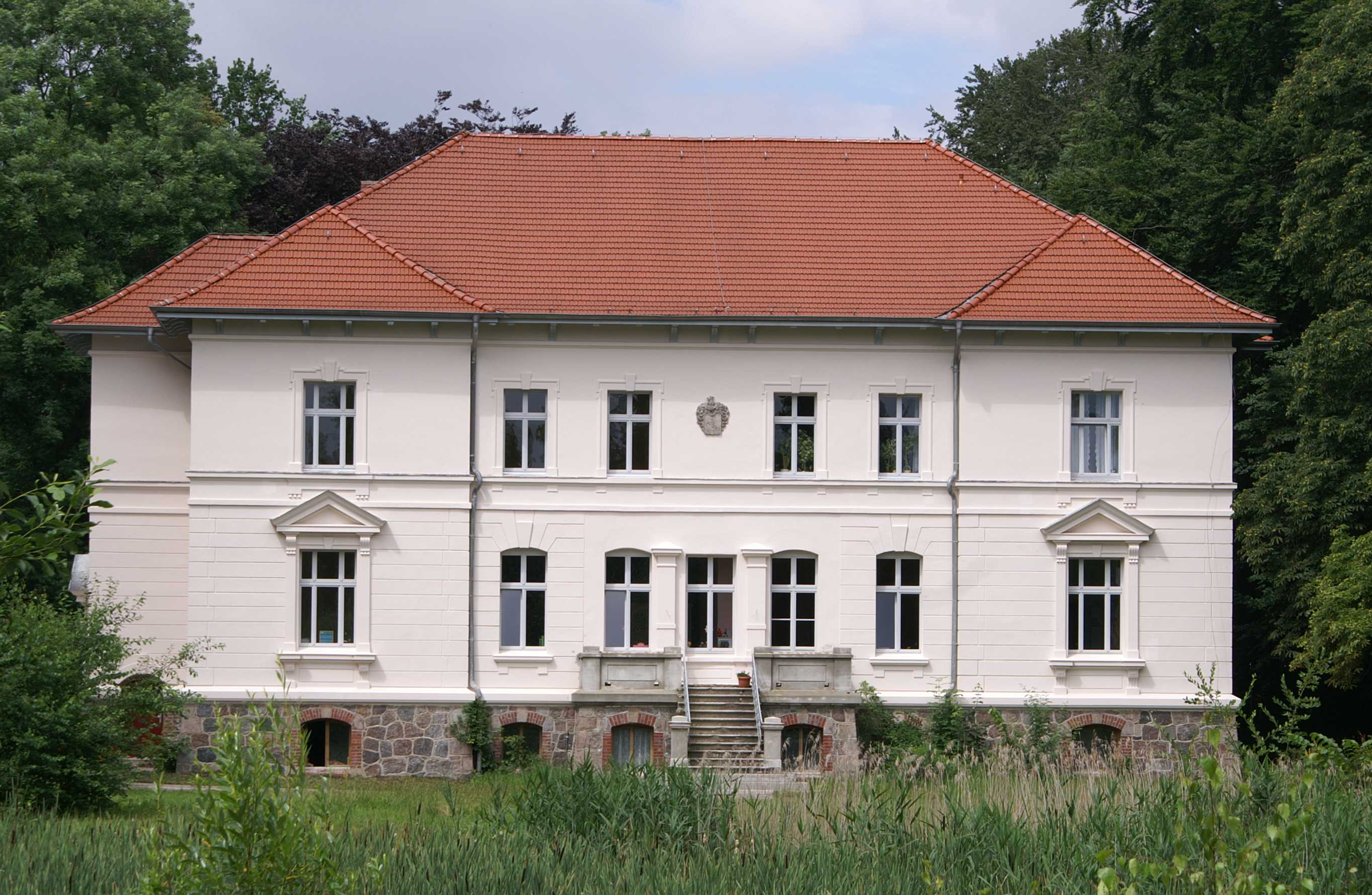
Gutshaus Klein Zastrow

Klein Zastrow wurde erstmals 1248 als „Cyastareo“ in der Urkunde über die Schenkung der Dersekower Ländereien an das Kloster Hilda (Eldena) in der Grenzbeschreibung genannt, 1305 dann eindeutig als „parvo Sasterow“ bzw. „parvus Sasterow“ (Nominativ) = Klein Zastrow urkundlich erwähnt. Eine Nennung für das Jahr 1303 ohne Tagesdatum ist in der Zuordnung unsicher, denn sie könnte sich genauso gut auf das benachbarte Groß Zastrow, Ortsteil von Görmin, beziehen. Der slawische Ortsname soll „bedecken, verhüllen“ bedeuten.
Ab 1272 war das Rittergut im Besitz der Familie von Zastrow, die mit Conradus de Zastrow in einer Urkunde des Herzogs Barnim I. für die Stadt Greifswald 1270 erstmals erscheint.
Urkundlich lässt sich dann seit 1305 die Familie von Blixen auf Klein Zastrow nachweisen. Sie sind aber namentlich in der Gegend schon seit 1299, in einem alten Adelsspiegel, als Zeugen in Urkunden genannt. Der schwedisch-dänische Freiherr Carl Frederik von Blixen-Finecke verkaufte den Ort zusammen mit Sestelin und Sophienberg 1848 Carl Emil Weissenborn auf Loissin. Mitte des 19. Jahrhunderts, 1865, hatte Klein Zastrow 144 Einwohner in 24 Familien, es gab 6 Wohn- und 11 Wirtschaftsgebäude, sowie 1 Fabrik (?).
Fast zeitgleich kam durch Heirat der Tochter Klara Weißenborn (1840–1881) die Begüterung ab 1859 in den Besitz der Familie von Vahl, hier des königlich preußischen Justizrats, Rechtsanwalt Hermann von Vahl (1826–1892). Die Gutsnachfolge trat an deren ältester Sohn, den Rittmeister d. R., Ernst Karl Peter von Vahl (1866–1916), verheiratet mit Margot von Haselberg und dann mit Paula von Scheibner.
1928, kurz nach seiner Scheidung, verkaufte Ernst Rudolf Peter Oskar von Vahl (1900–1940) das Gut und es wurde in der Folge ab 1932 von der Siedlungsgesellschaft „Deutscher Ostbund“ aufgesiedelt, die insgesamt 50 Siedlerstellen errichtete. Aus dem Gutshaus wurde eine Schule, was es bis in die 1990er Jahre blieb.
Ursprünglich war es ein Dorf mit einem, zeitweise mehreren adligen Wohnhöfen, aus denen dann das Gut entstand, und mehreren kleineren Bauernhöfen. Diese Struktur wird in einem Gutsinventar von 1622 beschrieben, ebenso in der schwedischen Landesaufnahme 1697. Erst im späten 18. Jahrhundert erfolgte die Umwandlung zum reinen Gutsdorf mit dem dominanten Gut und den Landarbeiterkaten. Mit Verkauf und Aufsiedlung 1928/32 entwickelte es sich dann aber zu einer Streusiedlung. Diese Struktur blieb bis heute erhalten, vom Gut sind noch das Gutshaus, der Gutspark und  Teile der Wirtschaftsgebäude erhalten. Nordwestlich entstand ein neuer Agrarkomplex.

### Neu Pansow
Neu Pansow wurde erstmals als solches 1820 genannt. Es war ursprünglich der Hof II. und dann Ausbau zu Alt Pansow und gehörte der Universität Greifswald. Ortsname siehe Alt Pansow.
1865 hatte Neu Pansow 29 Einwohner in 3 Familien, es gab 2 Wohn- und 7 Wirtschaftsgebäude.

### Subzow
Um Subzow sind archäologisch drei Siedlungen, eine aus der mittleren und zwei aus der späten Slawenzeit nachgewiesen, die die slawische Gründung des Ortes belegen.
Subzow kommt in der Urkunde vor, die auch für Pansow zu traf. Damit wurde der Ort 1248 als Zobizogh erstmals urkundlich genannt. Auch die Besitzverhältnisse sind analog. Subzow ist eine slawische Gründung und bedeutet Vogelkropf. Im Gegensatz zu den anderen, der Königlichen Universität Greifswald gehörenden Ländereien, war hier ein Gutshof etabliert, der jeweils an einen Pächter vertraglich vergeben wurde.
 Auch von der Form her war Subzow ein Gutsdorf mit dem dominanten Gut einschließlich Park und der Landarbeiterkatenzeile. Vom Gut ist das Gutshaus von um 1910 erhalten. Auch nach 1914 blieb die Universität im Eigentum des 372 ha großen Gutes Subzow. Der landwirtschaftliche Betrieb war hier verpachtet an Otto Wendt.
Subzow hatte 1865 gemeldet 115 Einwohner in 18 Familien, es gab 6 Wohn- und 11 Wirtschaftsgebäude, sowie 1 Fabrik (?).
Johannisthal (Wohnplatz)
Die Feldmark gehörte der Universität Greifswald, wie die Umgebung von Dersekow. 1833–1834 wurde der Hof V. von Alt Pansow angelegt bzw. gebaut. Nach seinem Pächter Johann Michael Marquardt wurde die Ansiedlung 1837 Johannisthal benannt. 1838 wurde der Name offiziell registriert.
1865 hatte Johannisthal 19 Einwohner in 3 Familie, es gab 2 Wohn- und 5 Wirtschaftsgebäude.
Malositz (Wüstung)
Diese wurde 1219 erstmals als Malescisce, auch Malositz (letztmals 1248) in der gleichen Urkunde wie Dersekow genannt. Die Lage ist nicht eindeutig belegt. Wahrscheinlich wurde es später mit Dersekow vereint. Der slawische Name bedeutet klein. Der Ort fiel dann wohl wüst, bzw. wurde vom Dorf oder Dorfteil Hof überbaut.

## Politik

### Gemeindevertretung und Bürgermeister
Der Gemeinderat besteht (inkl. Bürgermeister) aus 10 Mitgliedern. Die Wahl zum Gemeinderat am 26. Mai 2019 hatte folgende Ergebnisse:
| Partei/Bewerber                  | Prozent | Sitze |
| -------------------------------- | ------- | ----- |
| Wählergemeinschaft Aktive Bürger | 38,35   | 4     |
| CDU                              | 36,63   | 3     |
| Einzelbewerber Kaap              | 7,85    | 1     |
| Einzelbewerber Puhl              | 7,59    | 1     |
| Einzelbewerber Below             | 6,83    | 1     |

Bürgermeister der Gemeinde ist Robert Lossau (CDU), er wurde mit 77,43 % der Stimmen gewählt.

### Wappen, Flagge, Dienstsiegel
Die Gemeinde verfügt über kein amtlich genehmigtes Hoheitszeichen, weder Wappen noch Flagge. Als Dienstsiegel wird das kleine Landessiegel mit dem Wappenbild des Landesteils Vorpommern geführt. Es zeigt einen aufgerichteten Greifen mit aufgeworfenem Schweif und der Umschrift „GEMEINDE DERSEKOW * LANDKREIS VORPOMMERN-GREIFSWALD“.

## Sehenswürdigkeiten

### Bauwerke
→ Siehe: Liste der Baudenkmale in Dersekow
- Kirche Dersekow, eine Feldsteinkirche aus der 2. Hälfte des 13. Jahrhunderts
- Gutshaus in Klein Zastrow im neoklassizistischen Stil von 1892
- Pfarrhaus Dersekow, ein Putzbau von 1906 in neobarocken Formen
- Mehrere Katen in Lehmfachwerkbauweise mit rohrgedeckten Krüppelwalmdächern, aus der Zeit um 1800
- Kapelle Alt Pansow

### Bodendenkmale, Grünflächen und Naherholung
- Nördlich von Dersekow in Höhe von Friedrichsfelde ist eine Ansammlung slawischer Siedlungsbefunde, die archäologisch nachgewiesen sind und möglicherweise Siedlungen belegen.
- Schwingetal und das parallele Os Sassen – Dargelin
- Waldgebiet um Subzow

## Wirtschaft und Infrastruktur

### Unternehmen
Die Gemeinde ist überwiegend landwirtschaftlich geprägt, sie hat aber auch entsprechende Gewerbebetriebe für Service und andere Dienstleistungen.

### Verkehr
Seit dem 23. März 1912 besaß Klein Zastrow ab Busdorf eine Stichbahn von 8,93 km und damit einen Eisenbahnanschluss der Greifswald-Jarmener Kleinbahn (GJK). Die Strecke wurde 1945 stillgelegt und die Gleisanlagen sowie das rollende Material als Reparationsleistungen an die Sowjetunion demontiert und abtransportiert.
Nördlich der Gemeinde verläuft die Bundesstraße 109. Die Bundesautobahn 20 verläuft von Südost nach Nordwest diagonal durch das Gemeindegebiet, ist aber nur über die Anschlussstelle Greifswald in 8 Kilometern Entfernung erreichbar.

## Persönlichkeiten
- Conrad Christoph von Blixen (1716–1787), General der schwedischen Armee, geboren und gestorben in Klein Zastrow
- Bernhard Philipp Droysen (1722–1786), evangelischer Geistlicher, geboren in Dersekow
- Konrad Homberg (1925–1975), Maler, lebte seit 1973 in Klein-Zastrow
- Mechthild Homberg (1937–2025), Malerin und Grafikerin, lebte seit 1973 in Klein-Zastrow